# 浄発願寺

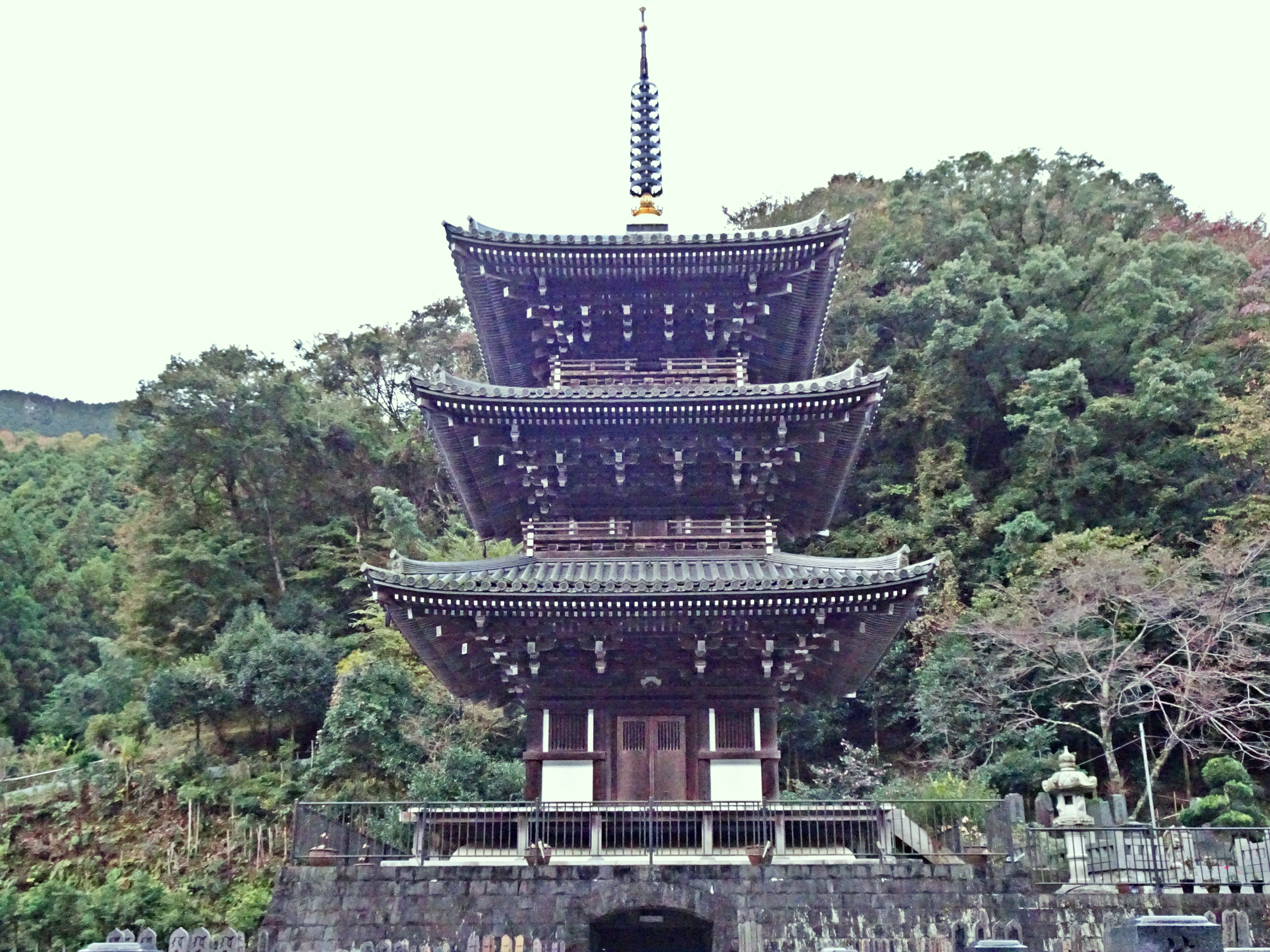
同寺の三重塔

浄発願寺（じょうほつがんじ）は、神奈川県伊勢原市にある天台宗の寺院。

## 歴史
1608年（慶長13年）、弾誓によって開山された。弾誓は木食戒をなした僧侶で「木食上人」と称された。弾誓は徳川家康の帰依を受け、一ノ沢の土地が与えられた。そこに修行のための寺を創建したのが当寺の起源である。
第4世住職空誉は、佐竹氏の出身だったこともあり、これまで岩屋と草庵程度しかなかった当寺を立派な伽藍を備えた大寺院に発展させた。江戸時代、放火と殺人以外の罪人は、当寺に駆け込めば助けられるという一種の「駆け込み寺」の役割を果たしていた。
明治時代、当寺が寛永寺の末寺だったこともあって、明治政府との風当たりが厳しくなったこと、パトロンとなっていた大名家の援助も打ち切られたことで、寺運衰微を余儀なくされた。40人いた修行僧も2人に激減した。
昭和13年の台風による土砂崩れにより、約1キロメートル南東の現在地に移転した。旧所在地は、現在「奥の院」と呼ばれ、その遺構が残されている。

## 文化財
- 浄発願寺縁起絵巻（伊勢原市指定文化財 昭和53年6月28日指定）[4]
- 六字名号雨乞軸（伊勢原市指定文化財 昭和53年6月28日指定）[5]

## 交通アクセス
- 伊勢原大山ICより車8分。
- 伊勢原駅北口神奈川中央交通バス3番乗り場「日向薬師行」乗車、終点「日向薬師」下車。徒歩で道なりに上へ約1km。